# Bollwiller
Bollwiller település Franciaországban, Haut-Rhin megyében. Lakosainak száma 4104 fő (2022. január 1.). Bollwiller Raedersheim, Feldkirch, Staffelfelden, Berrwiller, Soultz-Haut-Rhin és Hartmannswiller községekkel határos.

## Népesség
A település népességének változása:
| Lakosok száma | 3772 | 3848 | 4035 | 4027 | 4075 | 4122 | 4119 | 4109 | 4104 |
|               | 2013 | 2015 | 2016 | 2017 | 2018 | 2019 | 2020 | 2021 | 2022 |